# Columbus Blue Jackets
Columbus Blue Jackets – klub hokejowy z siedzibą w Columbus (Ohio), występujący w lidze NHL.

## Historia

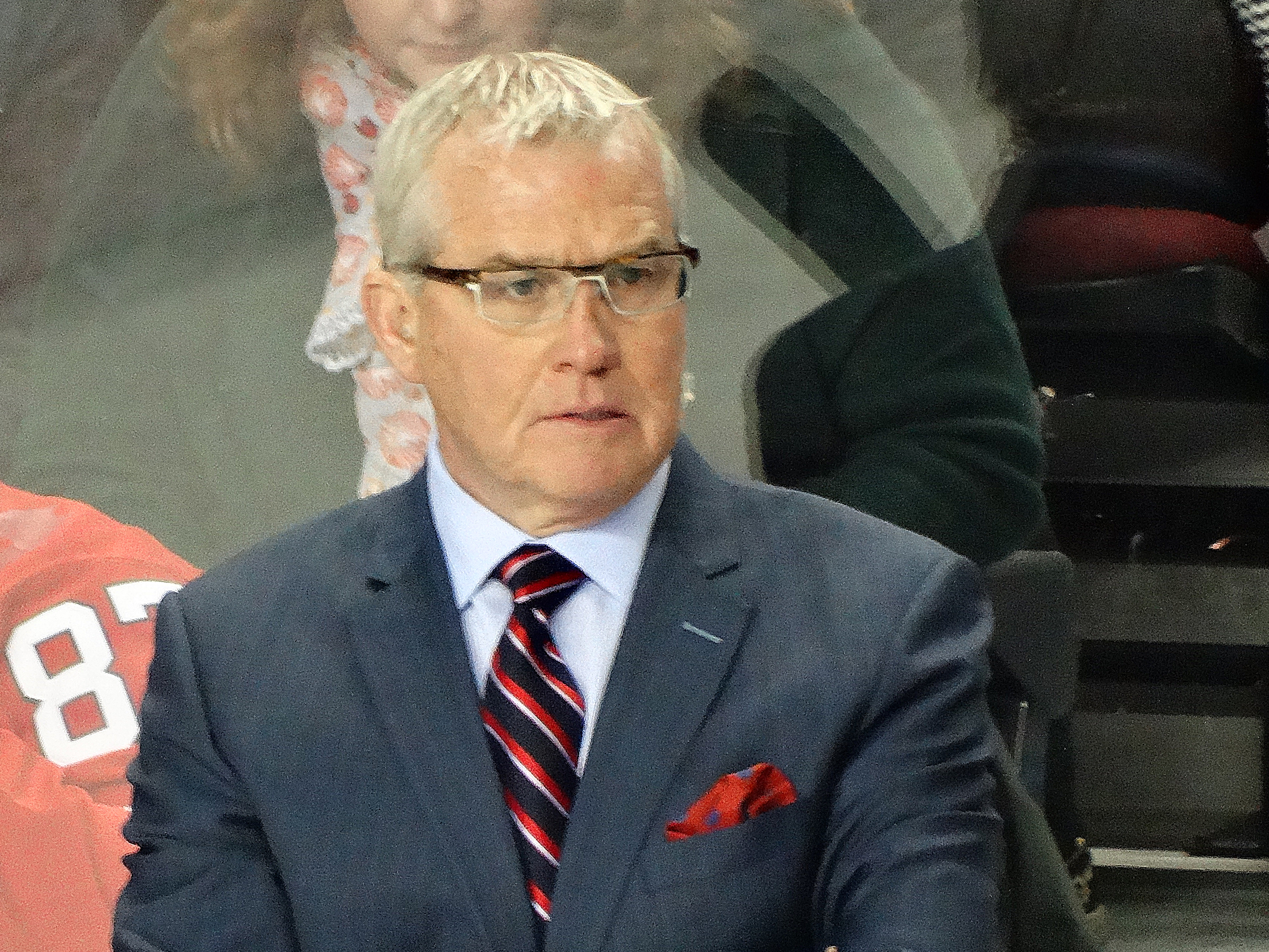
D.MacLean - generalny menadżer w latach 1998-2007

1 listopada 1996 pięciu inwestorów zainteresowanych powstaniem klubu NHL w Columbus powołała Columbus Hockey Limited. 25 czerwca 1997 NHL poinformowała o powstaniu nowego klubu w Columbus. Nazwa Blue Jackets oficjalnie podana została 11 listopada 1997. Do rozgrywek klub przystąpił w sezonie 2000/2001 wraz z Minnesota Wild. Pierwszy mecz rozegrali 7 października 2000 przegrywając z Chicago Blackhawks. Początkowo występowali w Dywizji Centralnej Konferencji Zachodniej. Od sezonu 2013/2014 przeniesieni zostali do Dywizji Metropolitalnej Konferencji Wschodniej.
Do tej pory nie zdobyli Pucharu Stanleya. Nigdy nie zwyciężyli w konferencji, ani w dywizji. W sezonie 2008/2009 po raz pierwszy awansowali do fazy playoff, gdzie odpadli w ćwierćfinale konferencji z Detroit Red Wings 0:4. Ponownie do fazy play-off awansowali w latach 2013/14 i 2016/17 za każdym razem odpadając w pierwszej rundzie.

### Afiliacje
Zespół posiada afiliacje w postaci klubów farmerskich w niższych ligach. Tę funkcję dotąd pełniły w lidze AHL:
- 2000–2010 Syracuse Crunch
- 2010–2015 Springfield Falcons
- 2015–nadal   Cleveland Monsters

i w niższych klasach rozgrywkowych (wg hockeydb.com)
- 2000–2008 Daytona Bombers (ECHL)
- 2000–2002 Elmira Jackals (UHL)
- 2003–2005 Elmira Jackals (UHL)
- 2008–2009 Johnstown Chiefs (ECHL)
- 2009–2010 Gwinnett Gladiators (ECHL)
- 2010–2011 Fort Wayne Komets (CHL)
- 2011–2012 Chicago Express (ECHL)
- 2012–2013 Evansville IceMen (ECHL)
- 2015–2016 Kalamazoo Wings (ECHL)

### Lodowisko
Od początku zespół występuje w mogącej pomieścić 18 136 widzów hali Nationwide Arena.
Od sezonu 2007/08 w hali ustawione jest działo będące ręcznie wykonaną repliką armaty z czasów napoleońskich. Działo odpalane jest przed rozpoczęciem spotkania, po każdej bramce Blue Jackets i na koniec zwycięskiego meczu.

## Sezon po sezonie
| Ostatnie sezony | Ostatnie sezony | Ostatnie sezony | Ostatnie sezony | Ostatnie sezony | Ostatnie sezony | Ostatnie sezony | Ostatnie sezony | Ostatnie sezony | Ostatnie sezony | Ostatnie sezony | Ostatnie sezony | Ostatnie sezony | Ostatnie sezony                                 |
| Sezon           | Konferencja     | Miejsce         | Dywizja         | Miejsce         | Mecze           | Z               | P               | R               | PK              | Pkt             | ZB              | SB              | Wyniki play-off                                 |
| --------------- | --------------- | --------------- | --------------- | --------------- | --------------- | --------------- | --------------- | --------------- | --------------- | --------------- | --------------- | --------------- | ----------------------------------------------- |
|                 |                 |                 |                 |                 |                 |                 |                 |                 |                 |                 |                 |                 |                                                 |
| 2020–21         | —               | —               | Centralna       | 8               | 562             | 18              | 26              | —               | 12              | 48              | 137             | 187             | Nie zakwalifikowała się                         |
|                 |                 |                 |                 |                 |                 |                 |                 |                 |                 |                 |                 |                 |                                                 |
| 2019–20         | Wschodnia       | 9               | Metropolitalna  | 6               | 701             | 33              | 22              | —               | 15              | 81              | 180             | 187             | Porażka z Lightning 1-4                         |
|                 |                 |                 |                 |                 |                 |                 |                 |                 |                 |                 |                 |                 |                                                 |
| 2018–19         | Wschodnia       | 8               | Metropolitalna  | 5               | 82              | 47              | 31              | —               | 4               | 98              | 258             | 232             | Zwycięstwo z Lightning 4-0 Porażka z Bruins 2-4 |
|                 |                 |                 |                 |                 |                 |                 |                 |                 |                 |                 |                 |                 |                                                 |
| 2017–18         | Wschodnia       | 7               | Metropolitalna  | 4               | 82              | 45              | 30              | —               | 7               | 97              | 242             | 230             | Porażka z Capitals 2-4                          |
|                 |                 |                 |                 |                 |                 |                 |                 |                 |                 |                 |                 |                 |                                                 |
| 2016–17         | Wschodnia       | 3               | Metropolitalna  | 3               | 82              | 50              | 24              | —               | 8               | 108             | 249             | 195             | Porażka z Penguins 1-4                          |
|                 |                 |                 |                 |                 |                 |                 |                 |                 |                 |                 |                 |                 |                                                 |
| 2015–16         | Wschodnia       | 15              | Metropolitalna  | 8               | 82              | 34              | 40              | —               | 8               | 76              | 219             | 252             | Nie zakwalifikowała się                         |

| Sezony od 2010/2011 do 2014/2015 | Sezony od 2010/2011 do 2014/2015 | Sezony od 2010/2011 do 2014/2015 | Sezony od 2010/2011 do 2014/2015 | Sezony od 2010/2011 do 2014/2015 | Sezony od 2010/2011 do 2014/2015 | Sezony od 2010/2011 do 2014/2015 | Sezony od 2010/2011 do 2014/2015 | Sezony od 2010/2011 do 2014/2015 | Sezony od 2010/2011 do 2014/2015 | Sezony od 2010/2011 do 2014/2015 | Sezony od 2010/2011 do 2014/2015 | Sezony od 2010/2011 do 2014/2015 | Sezony od 2010/2011 do 2014/2015 |
| Sezon                            | Konferencja                      | Miejsce                          | Dywizja                          | Miejsce                          | Mecze                            | Z                                | P                                | R                                | PK                               | Pkt                              | ZB                               | SB                               | Wyniki play-off                  |
| -------------------------------- | -------------------------------- | -------------------------------- | -------------------------------- | -------------------------------- | -------------------------------- | -------------------------------- | -------------------------------- | -------------------------------- | -------------------------------- | -------------------------------- | -------------------------------- | -------------------------------- | -------------------------------- |
|                                  |                                  |                                  |                                  |                                  |                                  |                                  |                                  |                                  |                                  |                                  |                                  |                                  |                                  |
| 2014–15                          | Wschodnia                        | 11                               | Metropolitalna                   | 5                                | 82                               | 42                               | 35                               | —                                | 5                                | 89                               | 236                              | 250                              | Nie zakwalifikowała się          |
|                                  |                                  |                                  |                                  |                                  |                                  |                                  |                                  |                                  |                                  |                                  |                                  |                                  |                                  |
| 2013–14                          | Wschodnia                        | 7                                | Metropolitalna                   | 4                                | 82                               | 43                               | 32                               | —                                | 7                                | 93                               | 231                              | 216                              | Porażka z Penguins 2–4           |
|                                  |                                  |                                  |                                  |                                  |                                  |                                  |                                  |                                  |                                  |                                  |                                  |                                  |                                  |
| 2012–13                          | Zachodnia                        | 9                                | Centralna                        | 4                                | 48                               | 24                               | 17                               |                                  | 7                                | 55                               | 120                              | 119                              | Nie zakwalifikowała się          |
|                                  |                                  |                                  |                                  |                                  |                                  |                                  |                                  |                                  |                                  |                                  |                                  |                                  |                                  |
| 2011–12                          | Zachodnia                        | 15                               | Centralna                        | 5                                | 82                               | 29                               | 46                               | —                                | 7                                | 65                               | 202                              | 262                              | Nie zakwalifikowała się          |
|                                  |                                  |                                  |                                  |                                  |                                  |                                  |                                  |                                  |                                  |                                  |                                  |                                  |                                  |
| 2010–11                          | Zachodnia                        | 13                               | Centralna                        | 5                                | 82                               | 34                               | 35                               | —                                | 13                               | 81                               | 215                              | 258                              | Nie zakwalifikowała się          |

| Sezony od 2000/2001 do 2009/2010 | Sezony od 2000/2001 do 2009/2010     | Sezony od 2000/2001 do 2009/2010     | Sezony od 2000/2001 do 2009/2010     | Sezony od 2000/2001 do 2009/2010     | Sezony od 2000/2001 do 2009/2010     | Sezony od 2000/2001 do 2009/2010     | Sezony od 2000/2001 do 2009/2010     | Sezony od 2000/2001 do 2009/2010     | Sezony od 2000/2001 do 2009/2010     | Sezony od 2000/2001 do 2009/2010     | Sezony od 2000/2001 do 2009/2010     | Sezony od 2000/2001 do 2009/2010     | Sezony od 2000/2001 do 2009/2010     |
| Sezon                            | Konferencja                          | Miejsce                              | Dywizja                              | Miejsce                              | Mecze                                | Z                                    | P                                    | R                                    | PK                                   | Pkt                                  | ZB                                   | SB                                   | Wyniki play-off                      |
| -------------------------------- | ------------------------------------ | ------------------------------------ | ------------------------------------ | ------------------------------------ | ------------------------------------ | ------------------------------------ | ------------------------------------ | ------------------------------------ | ------------------------------------ | ------------------------------------ | ------------------------------------ | ------------------------------------ | ------------------------------------ |
|                                  |                                      |                                      |                                      |                                      |                                      |                                      |                                      |                                      |                                      |                                      |                                      |                                      |                                      |
| 2009–10                          | Zachodnia                            | 14                                   | Centralna                            | 5                                    | 82                                   | 32                                   | 35                                   | —                                    | 15                                   | 79                                   | 216                                  | 259                                  | Nie zakwalifikowała się              |
|                                  |                                      |                                      |                                      |                                      |                                      |                                      |                                      |                                      |                                      |                                      |                                      |                                      |                                      |
| 2008–09                          | Zachodnia                            | 7                                    | Centralna                            | 4                                    | 82                                   | 41                                   | 31                                   | —                                    | 10                                   | 92                                   | 226                                  | 230                                  | Porażka z Red Wings 0–4              |
|                                  |                                      |                                      |                                      |                                      |                                      |                                      |                                      |                                      |                                      |                                      |                                      |                                      |                                      |
| 2007–08                          | Zachodnia                            | 13                                   | Centralna                            | 4                                    | 82                                   | 34                                   | 36                                   | —                                    | 12                                   | 80                                   | 193                                  | 218                                  | Nie zakwalifikowała się              |
|                                  |                                      |                                      |                                      |                                      |                                      |                                      |                                      |                                      |                                      |                                      |                                      |                                      |                                      |
| 2006–07                          | Zachodnia                            | 11                                   | Centralna                            | 4                                    | 82                                   | 33                                   | 42                                   | —                                    | 7                                    | 73                                   | 201                                  | 249                                  | Nie zakwalifikowała się              |
|                                  |                                      |                                      |                                      |                                      |                                      |                                      |                                      |                                      |                                      |                                      |                                      |                                      |                                      |
| 2005–06                          | Zachodnia                            | 13                                   | Centralna                            | 3                                    | 82                                   | 35                                   | 43                                   | —                                    | 4                                    | 74                                   | 223                                  | 279                                  | Nie zakwalifikowała się              |
| 2004–05                          | sezon nie odbył się z powodu lokautu | sezon nie odbył się z powodu lokautu | sezon nie odbył się z powodu lokautu | sezon nie odbył się z powodu lokautu | sezon nie odbył się z powodu lokautu | sezon nie odbył się z powodu lokautu | sezon nie odbył się z powodu lokautu | sezon nie odbył się z powodu lokautu | sezon nie odbył się z powodu lokautu | sezon nie odbył się z powodu lokautu | sezon nie odbył się z powodu lokautu | sezon nie odbył się z powodu lokautu | sezon nie odbył się z powodu lokautu |
| 2003–04                          | Zachodnia                            | 14                                   | Centralna                            | 4                                    | 82                                   | 25                                   | 45                                   | 8                                    | 4                                    | 62                                   | 177                                  | 238                                  | Nie zakwalifikowała się              |
| 2002–03                          | Zachodnia                            | 15                                   | Centralna                            | 5                                    | 82                                   | 29                                   | 42                                   | 8                                    | 3                                    | 69                                   | 213                                  | 263                                  | Nie zakwalifikowała się              |
| 2001–02                          | Zachodnia                            | 15                                   | Centralna                            | 5                                    | 82                                   | 22                                   | 47                                   | 8                                    | 5                                    | 57                                   | 164                                  | 255                                  | Nie zakwalifikowała się              |
| 2000–01                          | Zachodnia                            | 13                                   | Centralna                            | 5                                    | 82                                   | 28                                   | 39                                   | 9                                    | 6                                    | 71                                   | 190                                  | 233                                  | Nie zakwalifikowała się              |

Legenda:

Z = Zwycięstwa, P = Porażki, R = Remisy (do sezonu 2004/2005), PK = Przegrane po dogrywce lub karnych, Pkt = Punkty, ZB = Bramki zdobyte, SB = Bramki stracone
| Mistrz Konferencji | Mistrz Dywizji | Awans do play-off | Presidents’ Trophy |

- 1 Sezon zasadniczy ze względu na epidemię koronawirusa został przerwany a następnie zakończony. W meczach kwalifikacyjnych do playoff Blue Jackets pokonały Toronto Maple Leafs.
- 2 Sezon zasadniczy ze względu na epidemię koronawirusa został skrócony.

## Zawodnicy

### Kapitanowie drużyny
- Lyle Odelein (2000 - 2002)
- Ray Whitney (2002 - 2003)
- Luke Richardson (2003 - 2005)
- Adam Foote (2005 - 2008)
- Rick Nash (2008 - 2012)
- wakat (2012 - 2015)
- Nick Foligno (2015 - )

### Numery zastrzeżone
| Numer                                   | Zawodnik      | Pozycja                              | Kariera                              | Data zastrzeżenia                    |
| --------------------------------------- | ------------- | ------------------------------------ | ------------------------------------ | ------------------------------------ |
| Klub nie zastrzegł dotąd żadnego numeru |               |                                      |                                      |                                      |
|                                         |               |                                      |                                      |                                      |
| 99                                      | Wayne Gretzky | Numer zastrzeżony dla całej ligi NHL | Numer zastrzeżony dla całej ligi NHL | Numer zastrzeżony dla całej ligi NHL |

### Nagrody i trofea ligi NHL dla zawodników Columbus Blue Jackets
Rocket Richard Trophy
- Rick Nash: 2003/2004 (ex aequo z Kowalczukiem oraz Iginlą)[3]

Calder Memorial Trophy
- Steve Mason: 2008/2009

NHL Foundation Player Award
- Rick Nash: 2008/2009